# 이오노촌
이오노촌(伊王野村)은 도치기현의 북동부, 나스군에 속했던 촌이다.

## 역사
- 1889년 4월 1일 - 정촌제 시행에 의해 나스군 이오노촌이 성립하였다.
- 1954년 11월 3일 - 아시노정, 나스촌과 합병해 나스정이 신설되었다.